# Expressed sequence tag
En expressed sequence tag (EST) är en kort nukleotidsekvens som representerar en bit av ett mRNA (oftast eukaryotiska mRNA). Denna sekvens kan antingen innehålla en proteinkodande region, eller inte. EST:er kan användas för att snabbt identifiera gentranskript och är ett instrument som kan användas för att upptäcka gener eller bestämma geners sekvens. Idag finns mer än 69 miljoner EST:er tillgängliga för sökning i öppna databaser, som exempelvis dbEST.